# Кузнечная Улица (остановочный пункт)
Кузнечная Улица (2 км) — пассажирская платформа Выборгского направления Октябрьской железной дороги. Расположена на двухпутном участке между станциями Выборг и Таммисуо.
Имеет 2 платформы, билетных касс нет. Электрифицирована в 2014 году в составе участка Каменногорск — Выборг.
На платформе останавливаются все проходящие через неё пригородные электропоезда. Вокруг платформы относительно малозаселённая местность, поэтому и пассажиропоток здесь довольно низкий, несмотря на близость города Выборга и многочисленных автодорог.

## Фото платформы
Платформа 2 км